# Ángyán József (agrármérnök)
Ángyán József (Nagyatád, 1952. szeptember 20. –) magyar agrármérnök, mezőgazdasági kutató-szakmérnök, egyetemi tanár, az MTA doktora. 2006–2014 között országgyűlési képviselő, 2010–2012 között a második Orbán-kormányban a Vidékfejlesztési Minisztérium parlamenti ügyekért felelős államtitkára.

## Életpályája
Általános és középiskolai tanulmányait követően, a siófoki Perczel Mór Gimnáziumban érettségizett (1967–1971). Ezután 1972-től a Gödöllői Agrártudományi Egyetem hallgatója, ahol 1977-ben okleveles agrármérnöki diplomát szerzett. 1979-ben mezőgazdaság-tudományi doktorrá avatták, majd 1980-ban mezőgazdasági kutató-szakmérnöki diplomát szerzett. 1993-tól a mezőgazdasági tudományok kandidátusa, 1998-ban a környezettudományok területén habilitált, 2007-ben megkapta az MTA doktora címet.
Munkahelyei, beosztásai a Gödöllői Agrártudományi Egyetemhez, majd annak jogutódjához, a Szent István Egyetemhez kötik, ahol 1999-ben kapott egyetemi tanári kinevezést. Felsőoktatási, oktatásfejlesztési, tudományos tevékenysége keretében 1990-ben munkatársaival az agrár-felsőoktatásban elsőként kezdeményezte okleveles környezetgazdálkodási agrármérnöki egyetemi szak kidolgozását és indítását. 1991–1996 között a Környezet- és Tájgazdálkodási Intézet alapító igazgatóhelyetteseként, majd 1996 óta annak igazgatójaként tevékenykedik. Vezetésével az egyetemi kollektíva 10 új tanszéket alapított. 2006-ban további 5 évre kapott megbízatást az intézetigazgatói feladatkör ellátására.
Több mint 30 éve Gödöllőn él. Nős, 5 gyermek édesapja. Felesége Gött Ildikó okleveles szakedző. A Magyar Közgazdasági Társaság, Százak Tanácsának és a Professzorok Batthyány Körének tagja. Németül és oroszul középfokon, angolul és lengyelül társalgási szinten beszél.

## Politikai pályafutása
A 2006-os országgyűlési választásokon a Fidesz Pest megyei területi listáján szerzett mandátumot. A Fidesz-frakció tagja, a MAGOSZ szakértője.
2006. május 30-ától az Országgyűlés Mezőgazdasági Bizottságában, továbbá 2007. június 25-étől az Országgyűlés Kutatási és Innovációs Eseti Bizottságában volt tag 2010. május 14-éig. A 2010-es országgyűlési választásokon ismét a Fidesz Pest megyei területi listájáról szerzett mandátumot.
2010. június 2-án a második Orbán-kormány Vidékfejlesztési Minisztériumának parlamenti ügyekért felelős államtitkárává nevezték ki.
Nevéhez (is) fűződik a kormányzat radikális földbirtok-szabályozási rendszerének terve, amely a földhasználatot helyben lakáshoz kötötte volna, és egységes aranykoronaérték-nyilvántartást irányozott volna elő, a kis- és középbirtokosoknak kedvezve. Miután a kormány nem támogatta elképzeléseit, a hozzá kötődő minisztériumi vezetőket elbocsátották és a kormány 2012. január 16-án bejelentett 10 éves Nemzeti Vidékstratégiája, illetve az annak végrehajtási kereteit adó Darányi-terve a reform felpuhított változatát tartalmazta csak, Ángyán 2012. január 18-án kilátásba helyezte, majd január 19-én nyilvános indoklás nélkül benyújtotta lemondását. Ezt a miniszterelnök január 23-án elfogadta. Tisztségéből a köztársasági elnök február 6-ai hatállyal mentette fel.
Lemondását követően nyilvánosan arra panaszkodott, hogy „spekuláns nagytőkés oligarchák”, „maffiacsaládok” veszik fel az európai uniós agrártámogatások nagy részét, és ugyanezen érdekkörök ellehetetlenítették államtitkári munkáját.
2013. június 22-én kilépett a Fidesz-frakcióból és a független képviselők közé ült.
A 2014. április 6-i országgyűlési választásokon az Élőlánc Magyarországért párt színeiben indult Horváth András, az Adóhivatal volt tisztviselője, dr. Léhmann György ügyvéd, több mint 800 devizahiteles család jogi képviselője, és Ács Sándorné, a Kishantosi Vidékfejlesztési Központ vezetője mellett. Nem nyert mandátumot.

## Díjai, kitüntetései
- Gödöllő díszpolgára (2019)[12]
- „Pro Biokultúra” oklevél (Biokultúra Egyesület, 2004)
- „Rendületlenül” diploma a magyarság rendületlen szolgálatáért (Magyar Szellemi Védegylet, 2004)
- Környezetvédelmi Műszaki Felsőoktatásért kitüntető oklevél (Magyar Mérnöki Kamara, 2004)
- Környezetünkért Díj (KöM miniszter, 2001)
- Pro Universitate Emlékérem (GATE rektor, 1999)
- A Magyar Köztársasági Érdemrend kiskeresztje (1997)
- Környezetünkért Emlékplakett (KTM miniszter, 1997)
- Széchenyi Professzori Ösztöndíj (MKM miniszter, 1997)
- A Nyitrai Agrártudományi Egyetem Emlékérme (UPN rektor, 1996)
- A Gödöllői Agrártudományi Egyetem Kiváló Dolgozója (GATE rektor, 1989)

## Főbb publikációi
- Ángyán J. (szerk.) (1987): Agroökológiai hatások a kukoricatermesztésben. (Az agroökológiai körzetek és a területi fejlesztés) Közgazdasági és Jogi Könyvkiadó, Bp., 210 p.
- Ángyán J. – Menyhért, Z. (1988): Integrált, alkalmazkodó növénytermesztés (Észszerű környezetgazdálkodás), Közgazdasági és Jogi Könyvkiadó, Bp., 163 p.
- Ángyán J. – Kiss J. – Menyhért Z. – Szalai T. – Podmaniczky L. (1994): Alternative agricultural strategies and their feasibility in relation to the Hungarian conditions. In: Van Lier, H. N. – Jaarsma, C. F. – Jurgens, C. R. – Debuck, A. J. (edit): Sustainable land use planning, Elsevier Science B. V., Amsterdam – London – New York – Tokyo, 360 p., 69-78. p.
- Ángyán J. (1995): Sustainability as a Possible Basic Concept of Agricultural Transition in Hungary. Hungarian Agricultural Research, Budapest, Vol. 4, No. 4, 9-15. p.
- Ángyán J. – Menyhért Z. (szerk.) (1997): Alkalmazkodó növénytermesztés, ésszerű környezetgazdálkodás, Mezőgazdasági Szaktudás Kiadó, Bp., 414 p.
- Ángyán J. (1999): Nachhaltigkeit – Strategie für die ungarische Landwirtschaft (In: Scheiber E. – Larndorfer G. (Red.): Zukunft der Nachhaltigkeit, Ökosoziales Forum Österreich, Wien, 176 p.), 104-107. p.
- Ángyán J. (2001): Az európai agrármodell, a magyar útkeresés és a környezetgazdálkodás, Agroinform Kiadóház, Budapest, 308 p.
- Ángyán J. – Tardy J. – Vajnáné Madarassy A. (szerk.) (2003): Védett és érzékeny természeti területek mezőgazdálkodásának alapjai, Mezőgazda Kiadó, Budapest, 625 p.
- Ángyán J. – Balázs K. – Podmaniczky L. – Skutai J. (2003): Integrated land use zonation system in Hungary as a territorial base for agri-environmental programs (In: Helming K. – Wiggering H. (ed.): Sustainable development of multifunktional landscapes, Springer-Verlag, Berlin-Heidelberg-New York, 286 p.), 125-141. p.
- Ángyán J. – Menyhért Z. (szerk.) (2004): Alkalmazkodó növénytermesztés, környezet- és tájgazdálkodás; Szaktudás Kiadóház, Budapest, 560 p.
- Tájgazdálkodási és vidékfejlesztési ismeretek. Egyetemi jegyzet a természetvédelmi mérnök B.Sc. alapszak számára; Szent István Egyetem, Gödöllő, 2008
- A magyar föld sorsa. Andrásfalvy Bertalan, Ángyán József, Márai Géza, Molnár Géza, Tanka Endre írásai földviszonyaink múltjáról és jelenéről a jövőnek; szerk. Tanka Endre; Agroinform, Budapest, 2014
- Ángyán József: Állami földprivatizáció – intézményesített földrablás (2015-2016.): II. Megyei esettanulmányok. (hely nélkül): Greenpeace. 2016.   62. o.

## Videók: előadások, interjúk, beszélgetések (válogatás)
- "Veled, Európa, de nélküled, EU" - Mezőgazdaság és élelmiszeripar (meghívott vendég, Paragrafus, Fix.tv, 2008. 04. 28.)
- Gondolatok a fenntarthatóságról (interjúalany, Máriahalom Televízió, 2009)
- Az agrár- és vidékpolitika programja (előadó, Civil Akadémia, Echo TV, 2010. 01. 24.):
  - 1. rész, 2. rész
- Önellátó gazdálkodás - a lehetséges kiút (meghívott vendég, Kontraszt, Hír TV, 2010. 02. 08.)
- Magyarország kirablása (előadó, Civil Akadémia, Echo TV, 2010): 
  - 1. rész 2. rész 3. rész 4. rész 5. rész 6. rész
- Interjú Ángyán Józseffel (interjúalany, Agroinform, 2010):
  - 1. rész, 2. rész